# قربان‌علی نعمت‌زاده قراخیلی
قربان‌علی نعمت‌زادهٔ قراخیلی (زادهٔ ۱۳۳۳ در شهرستان قائم‌شهر) نمایندهٔ حوزهٔ انتخابیهٔ شهرستان‌های قائم‌شهر، سوادکوه و جویبار در دورهٔ هفتم مجلس شورای اسلامی بود.